# ローラ・スメット
ローラ・スメット（Laura Smet, 1983年11月15日 - ）は、フランスの女優である。

## 経歴
1983年11月15日、パリに生まれる。父親で歌手のジョニー・アリディと女優のナタリー・バイを両親に持つ。
2004年、クロード・シャブロル監督の『石の微笑』に出演する。2007年には、パスカル・トマ監督の『ゼロ時間の謎』に出演。2008年、フィリップ・ガレル監督の『愛の残像』に出演する。

## フィルモグラフィー

### 映画
- 石の微笑 La demoiselle d'honneur （2004年）
- UV プールサイド UV （2007年） ※日本劇場未公開
- ゼロ時間の謎 L'heure zéro （2007年）
- 愛の残像 La frontière de l'aube （2008年）
- イヴ・サンローラン Yves Saint Laurent （2014年）
- EDEN/エデン Eden （2014年）
- ブルゴーニュで会いましょう Premiers crus （2015年）
- パリ、憎しみという名の罠 Carbone （2017年） ※日本劇場未公開、WOWOWでテレビ放送
- トマ Thomas （2018年）

### テレビ
- 閉じられた裸身 Sang froid （2007年）

- エージェント物語 Dix pour cent (2015年)